# Кебеков, Алиасхаб Алибулатович
Алиасха́б Алибула́тович Кебе́ков, он же Абу́ Мухамма́д Али́ ад-Дагистани́ (авар. Къебекъов Гӏалибулатил Гӏалиасхӏаб; 1 января 1972, Телетль, Дагестанская АССР, СССР — 19 апреля 2015, Герей-Авлак, Россия) — северокавказский исламист-террорист, джихадист, 2-й амир террористической организации «Имарат Кавказ» в 2014—2015 годах, преемник Доку Умарова. До этого занимал пост кади (шариатского судьи) подпольного террористического объединения «Вилаят Дагестан», а в с 2010 по 2014 годы — всей организации «Имарат Кавказ». По данным Новой газеты, Кебеков не принимал участия ни в первой, ни во второй чеченских войнах.
Примкнул к боевикам в октябре 2009 года, после убийства его двоюродного племянника, исламского богослова. В апреле 2012 года за участие в незаконных вооружённых формированиях был объявлен в федеральный розыск. Был включён в список террористов госдепартамента США и попал в международный розыск за серию преступлений террористического характера. 23 марта 2015 года против него были введены санкции со стороны США и ООН, все страны-члены которой были обязаны заморозить все его активы, находящиеся в их юрисдикции, также был введён запрет на его перемещение по их территории и на поставки ему оружия с их стороны.
Убит 19 апреля 2015 года в результате спецоперации в посёлке Герей-Авлак.

## Биография

### Мирная жизнь
Кебеков родился 1 января 1972 года в селе Телетль Советского района автономной республики Дагестан. По национальности аварец.
В 1990-х годах Кебеков занимался изготовлением и продажей поддельной водки. В 1996 году его уличили в его незаконной деятельности, и он стал фигурантом уголовного дела, однако суд учёл его раскаяние и положительную характеристику, и вместо тюремного заключения Алиасхаб получил штраф в размере 759 тысяч рублей.
В начале 2000-х годов совершил исламский ритуал хадж, и отправился в Сирию, к своему двоюродному племяннику Муртазали Магомедову, где учился в исламском университете Абу Нур в столице Сирии — Дамаске. 3 октября 2009 года его двоюродный племянник Муртазали Магомедов, мусульманский богослов, был расстрелян неизвестными из автомата, когда тот ехал на машине. После этого инцидента Кебеков примкнул к исламистскому вооружённому подполью.

### Кебеков в вооружённом подполье
Являлся заместителем амира Дагестана Ибрагимхалила Даудова до его гибели, являлся кадием вилаята Дагестан. Через несколько месяцев после смерти Магомедали Вагабова был назначен кадием всего Имарата Кавказ (2010—2014). Входил в российский Перечень действующих террористов и экстремистов.
В апреле 2012 года решением Советского районного суда города Махачкалы было признано экстремистским размещенное в интернете на информационном сайте «Гураба» его выступление, в котором он призывал население республики к джихаду, неповиновению действующей власти и вооруженному сопротивлению ей. 26 апреля 2012 года он объявлен в розыск по обвинению в организации или участии в незаконном вооруженном формировании (ст. 208 УК РФ).
Указывается, что именно Кебеков принял решение об убийстве самого авторитетного суфийского шейха республики Дагестан Саида-афанди Чиркейского.
В ночь с 11 на 12 апреля 2013 года был блокирован в селении Гимры вместе с будущим главарём «Имарата Кавказ» Магомедом Сулеймановым, но к утру им удалось вырваться из окружения.
16 января 2014 года на сервисе YouTube была выложена аудиозапись с голосом Кебекова, в которой говорилось о смерти лидера Имарата Кавказ Доку Умарова, а также о том, что самому Кебекову предлагают встать во главе Имарата. Сам он предлагал на пост лидера организации Асламбека Вадалова. Позже появление этой записи было названо Кебековым утечкой информации.
18 марта 2014 года было обнародовано, что решением специально определённого ранее Доку Умаровым совета (шуры) Кебеков избран новым главой Имарата Кавказ. В тот же день было официально объявлено о смерти Доку Умарова.
Летом 2014 года в интернете была распространена видеозапись, на которой Кебеков объявил, что «Имарат Кавказ» подчиняется «Аль-Каиде» и готов выполнять приказы и инструкции её лидеров.
28 июня 2014 года на видеохостинге YouTube появился видеоролик, на котором Кебеков заявил, что причинение вреда жизни и имуществу гражданского населения неприемлемо, целью боевиков «Имарата Кавказ» являются исключительно силовики. Он также призвал боевиков по возможности отказаться от самоподрывов, особо оговорив запрет использовать в подобных вооружённых акциях женщин.
В декабре 2014 года было обнародовано обращение Абу-Мухаммада, амира вилайата Дагестан, одного из первых присягнувших лидеру Исламского государства, из которого следовало, что он вышел из подчинения Имарату Кавказ и просил других боевиков последовать его примеру. За этим последовало публичное обращение Кебекова, обвинившего за присягу лидеру ИГ Абу-Мухаммада в расколе и предательстве. Кебеков предложил ему уехать на контролируемую ИГ территорию и отстранил от должности амира вилаята.
По мнению аналитиков ISW, переход лидеров северокавказского подполья в подчинение ИГ возможно связан с тем, что «Кебеков выступал против использования террористов-смертников и призывал воздержаться от насилия в отношении гражданских лиц. Социальную поддержку он ставил выше военных операций. Кебеков оперативно сместил Рустама Асельдерова и требовал, чтобы другие боевики не присягали ИГ».
В марте 2015 года Кебеков был включён Госдепартаментом США в список международных террористов: гражданам США было запрещено вести с ним какие-либо дела, предусмотрена блокировка его счетов и активов на территории США в случае их выявления. Тогда же Минфин США сообщил, что принял ограничительные меры в отношении Кебекова. Он также был внесён в «чёрные списки» ООН Комитетом по санкциям против «Аль-Каиды», в связи с чем страны-члены ООН также были обязаны «заморозить активы Кебекова, ввести запрет на его перемещение и на поставки оружия» ему и его соратникам.
19 апреля 2015 года силовики заблокировали домовладение в пригороде Буйнакска. В ходе переговоров из дома были выведены дети, после чего начался штурм. В ходе штурма произошло частичное обрушение дома. В результате спецоперации были убиты пять человек. Смерть Алиасхаба Кебекова подтвердили сторонники «Имарата Кавказ», по их данным, вместе с Кебековым убит лидер боевиков Унцукульского района Дагестана Шамиль Гаджиев, известный как Шамиль Балахани.
Кебеков выступал с онлайн-проповедями и пропагандировал салафизм. Так, в июне 2014 года в видеопроповеди Кебеков принёс извинения за гибель мирных жителей в результате действий Имарата Кавказ, призвал боевиков по возможности не атаковать гражданское население и его имущество (кроме злостных нарушителей шариата), а также посоветовал бойцам (особенно женщинам) не совершать акты шахидизма и в случае окружения сдаваться российским силовикам. По словам некоторых жителей Дагестана, при Кебекове и его преемнике Магомеде Сулейманове уровень насилия и рэкета в отношении мирного населения (включая и гражданских сотрудников силовых структур) значительно снизился, что вызывало недовольство многих полевых командиров.
Ещё при возглавлении Кебековым Имарата Кавказ среди северокавказских боевиков начался официально объявляемый ими переход под флаг ИГ.
Эксперты отмечали, что провозглашённая им тактика существенно отличается от действий ИГ: «Если Имарат специализируется на терроре в отношении силовиков, то ИГ — это террор тотальный и очень жестокий», — отмечал старший научный сотрудник Центра этнополитических исследований Института этнологии и антропологии РАН Ахмет Ярлыкапов.